# شکنج گیجگاهی بالایی
شکنج گیجگاهی بالایی (انگلیسی: Superior Temporal Gyrus) یا (STG) یکی ازیکی از سه شکنج (گاهی اوقات دو) در لوب گیجگاهی مغز انسان است که در سمت جانبی سر قرار دارد و تا حدودی بالای گوش خارجی قرار دارد.
شکنج گیجگاهی فوقانی توسط این نواحی محاصره شده:
شیار جانبی بالا؛
شیار گیجگاهی فوقانی (همیشه موجود و یا قابل مشاهده نیست) در زیر.
یک خط خیالی که از شکاف پیش اکسیپیتال به سمت شیار جانبی در خلف کشیده شده است.
شکنج گیجگاهی فوقانی شامل چندین ساختار مهم مغز است، از جمله:
• نواحی 41 و 42 برادمن که محل قشر شنوایی را مشخص می کند، ناحیه قشری که مسئول پردازش صدا و تولید و درک زبان است.
• منطقه Wernicke ، منطقه Brodmann 22 ، منطقه مهمی برای پردازش گفتار است به طوری که بتوان آن را به عنوان زبان درک کرد.
شکنج گیجگاهی بالایی شامل قشر شنوایی است که وظیفه پردازش صداها را بر عهده دارد. فرکانس های صوتی خاص دقیقاً بر روی قشر شنوایی مختص به خود نگاشت می شوند. این نقشه شنوایی (یا تونوتوپیک) شبیه نقشه هومونکولوس قشر حرکتی اولیه است. برخی از نواحی شکنج کیجگاهی بالایی برای پردازش ترکیبی از فرکانس ها و مناطق دیگر برای پردازش تغییرات در بلندی صداها (پروسودی) و یا فرکانس تخصصی هستند. شکنج گیجگاهی فوقانی نیز شامل ناحیه ورنیکه است که (در ۹۵ درصد افراد راست دست اکثر در نیمکره چپ و در ۷۵ درصد افراد چپ دست در نیمکره چپ قرار گرفته) در نیمکره چپ قرار دارد. این ناحیه بسیار مهمی در پردازش صدا و درک زبان است. شکنج گیجگاهی بالایی در پردازش شنوایی، از جمله زبان، درگیر است، اما همچنین به عنوان یک ساختار انتقادی در شناخت اجتماعی نقش دارد.
قسمت های مختلف این ناحیه ممکن است به عنوان قدامی (aSTG)، میانی (mSTG) و خلفی (pSTG) شناخته شود.